# بروفباربیتال
بروفباربیتال (انگلیسی: Brophebarbital) یک مشتق باربیتورات است. این دارو دارای اثرات آرام‌بخش و خواب‌آور است و در نظر گرفته می‌شود که پتانسیل سوء مصرف متوسطی دارد..